# 方須村
方須村（ほうすむら）はかつて岐阜県郡上郡に存在した村である。
現在の郡上市和良町方須、和良町安郷野。旧・和良村の南東部に該当する。

## 歴史
- 1889年（明治22年）7月1日 - 旧来の方須村と安郷野新田が合併し発足。
- 1894年（明治27年）7月21日 - 鹿倉村、宮代村、野尻村、三庫村、横野村、宮地村、沢村、法師丸村、下洞村、土京村と合併し和良村が発足。同日方須村廃止。

## 神社・仏閣
- 稲成神社
- 白髪大明神